# Ayguatébia-Talau
Ayguatébia-Talau (katalanisch Aiguatèbia i Talau) ist eine französische Gemeinde mit 44 Einwohnern (Stand 1. Januar 2022) im Département Pyrénées-Orientales in der Region Okzitanien. Sie gehört zum Arrondissement Prades und zum Kanton Les Pyrénées catalanes.

## Lage
Die Gemeinde gehört zum Regionalen Naturpark Pyrénées Catalanes. An der nordöstlichen Gemeindegrenze verläuft der Fluss Cabrils, der zur Têt entwässert.
Nachbargemeinden von Ayguatébia-Talau  sind Railleu im Norden, Oreilla im Nordosten, Olette im Osten, Canaveilles im Südosten, Sauto im Süden, La Llagonne im Südwesten und Caudiès-de-Conflent im Westen.

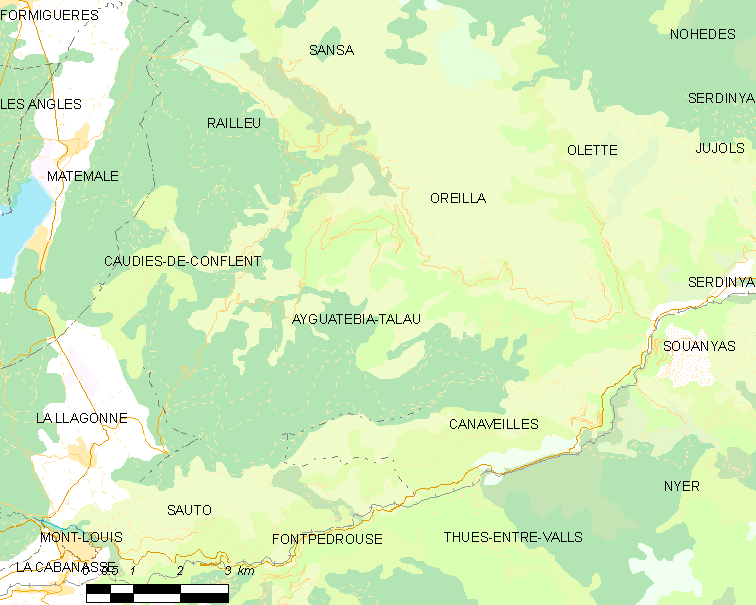
Karte von Ayguatébia-Talau

## Bevölkerungsentwicklung
| Jahr      | 1962 | 1968 | 1975 | 1982 | 1990 | 1999 | 2013 |
| Einwohner | 42   | 32   | 23   | 21   | 45   | 46   | 46   |

## Sehenswürdigkeiten
- Romanische Kirche Saint-Félix et Saint-Armengol
- Romanische Kirche Saint-Étienne in Talau
- Romanische Kirche Saint-Michel in Les Plans